# USS Triton (SS-201)
USS Triton (SS-201) là một  tàu ngầm lớp Tambor được Hải quân Hoa Kỳ chế tạo ngay trước Chiến tranh Thế giới thứ hai. Nó là chiếc tàu chiến thứ ba, và là chiếc tàu ngầm đầu tiên, của Hải quân Hoa Kỳ được đặt cái tên này, theo tên Triton, vị thần sứ giả của biển trong thần thoại Hy Lạp. Nó đã phục vụ trong Thế Chiến II, thực hiện được sáu chuyến tuần tra và đánh chìm 11 tàu Nhật Bản, bao gồm một tàu ngầm, với tổng tải trọng 31.788 tấn. Trong chuyến tuần tra cuối cùng, nó mất tích tại khu vực quần đảo Admiralty, có thể bị tàu khu trục Nhật Bản đánh chìm vào ngày 15 tháng 3, 1943. Triton được tặng thưởng năm Ngôi sao Chiến trận do thành tích phục vụ trong Thế Chiến II.

## Thiết kế và chế tạo
Lớp Tambor có nhiều đặc tính được cải tiến so với tàu ngầm lớp Sargo dẫn trước. Hình dạng thân tàu được làm suôn thẳng hơn để đạt tốc độ nhanh hơn, và thùng lặn khẩn cấp được trang bị lại giúp con tàu lặn xuống nhanh hơn. Hệ thống động lực toàn diesel-điện được áp dụng, và giải quyết được sự cố chập mạch trước đây. Nó trang bị động cơ Fairbanks-Morse Kiểu 38D8-⅛ 9-xy lanh chuyển động đối xứng, dẫn động máy phát điện, và động cơ điện kết nối với trục chân vịt qua hộp số giảm tốc.
Lần đầu tiên đối với tàu ngầm Hoa Kỳ, lớp Tambor có đến mười ống phóng ngư lôi gồm sáu trước mũi và bốn phía đuôi. Hiệu quả tác chiến được cải thiện nhờ bố trí lại người vận hành sonar và máy tính dữ liệu ngư lôi vào một tháp chỉ huy lớn hơn, cho phép trao đổi trực tiếp với hạm trưởng, cùng một kính tiềm vọng kiểu mới có đầu nhỏ hơn giúp khó bị phát hiện. Thoạt tiên được chỉ được trang bị pháo 3 in (76 mm)/50 caliber, boong tàu được gia cố sẵn đủ để lắp đặt pháo cỡ 5 in (130 mm)/51 caliber khi tình huống tác chiến đòi hỏi; nên trong đợt đại tu vào cuối năm 1942 Triton được nâng cấp lên cỡ pháo 4-inch.
Triton được đặt lườn tại Xưởng hải quân Portsmouth ở  Kittery, Maine vào ngày 5 tháng 7, 1939. Nó được hạ thủy vào ngày 25 tháng 3, 1940, được đỡ đầu bởi bà Martha E. King, phu nhân Chuẩn đô đốc Ernest J. King, và được cho nhập biên chế cùng Hải quân Hoa Kỳ vào ngày 15 tháng 8, 1940 dưới quyền chỉ huy của Hạm trưởng, Thiếu tá Hải quân Willis Ashford Lent.

## Lịch sử hoạt động

### 1941
Sau khi hoàn tất chuyến đi chạy thử máy tại khu vực biển Caribe từ ngày 14 tháng 1 đến ngày 26 tháng 3, 1941, Triton tiếp tục thực hành huấn luyện tại khu vực Portsmouth, New Hampshire - New London, Connecticut cho đến ngày 1 tháng 7. Nó cùng tàu ngầm chị em Trout (SS-202) khởi hành từ thành phố New York vào ngày 2 tháng 7 để hướng sang khu vực Thái Bình Dương, băng qua kênh đào Panama vào ngày 12 tháng 7, và đi đến San Diego, California vào ngày 20 tháng 7. Nó tiếp tục hành trình chín ngày sau đó, hướng sang khu vực quần đảo Hawaii, và đi đến Trân Châu Cảng vào ngày 4 tháng 8. Gia nhập Đội tàu ngầm 62 trực thuộc Hải đội Tàu ngầm 6, chiếc tàu ngầm có một chuyến đi huấn luyện đến khu vực Midway từ ngày 30 tháng 8 đến ngày 15 tháng 9, rồi tham gia các đợt tập trận hạm đội tại vùng biển Hawaii.

#### Chuyến tuần tra thứ nhất
Trong bối cảnh quan hệ với Nhật Bản ngày càng xấu có nguy cơ xảy ra xung đột, Triton lên đường hướng sang phía Tây vào ngày 19 tháng 11 cho một chuyến tuần tra mô phỏng chiến tranh với ngư lôi tác chiến được nạp đầy đủ, và đi đến ngoài khơi đảo Wake vào ngày 26 tháng 11 với mệnh lệnh sẵn sàng bắn trả nếu bị tấn công. Đến sáng 8 tháng 12, nó thấy khói bốc lên từ đảo Wake, nhưng cho rằng do hoạt động xây dựng công sự phòng thủ đang được tiến hành; rồi khi trồi lên mặt nước vào ban đêm để nạp điện ắc-quy con tàu mới được vô tuyến từ Wake thông báo căn cứ Trân Châu Cảng đã bị tấn công và chiếc tàu ngầm phải tránh xa tầm pháo của đảo Wake. Sang ngày hôm sau, nó chứng kiến Wake bị máy bay Nhật Bản ném bom; rồi đến đêm 9-10 tháng 12, đang khi đi trên mặt nước để nạp điện ắc-quy, nó đụng độ với một tàu tuần dương hay tàu khu trục đối phương đang di chuyển theo hướng song song. Bị đối thủ phát hiện và áp sát, chiếc tàu ngầm lặn xuống độ sâu 120 ft (37 m) né tránh, dò mục tiêu qua sonar rồi phóng bốn quả ngư lôi từ phía đuôi để tấn công đối thủ, là những quả ngư lôi Hoa Kỳ đầu tiên được phóng trong Thế Chiến II. Nghe thấy một tiếng nổ 58 giây sau đó, và nó tin là đã đánh trúng đối phương, nên đã lặn xuống 175 ft (53 m) và rời đi. Tuy nhiên tài liệu thu được từ phía Nhật Bản sau chiến tranh không thể xác nhận điều này.
Sau khi nỗ lực ban đầu của phía Nhật Bản nhằm đổ bộ lên Wake vào ngày 11 tháng 12 bị đẩy lui, đối phương lặp lại đợt tấn công dưới sự hỗ trợ của hai tàu sân bay Hiryū và Sōryū; tuy nhiên đã không được thông tin và đã không truy lùng mục tiêu. Nó cũng không có hành động nào nhằm giúp triệt thoái 350 binh lính Thủy quân Lục chiến bị vây trên đảo. Đến ngày 21 tháng 12, nó được lệnh rút lui về căn cứ, và về đến Trân Châu Cảng vào ngày 31 tháng 12.

### 1942

#### Chuyến tuần tra thứ hai
Khởi hành từ Trân Châu Cảng vào ngày 25 tháng 1, 1942 cho chuyến tuần tra thứ hai, Triton hoạt động tại khu vực biển Hoa Đông để tuần tra trên các tuyến hàng hải giữa Đại Liên, Thượng Hải và Triều Tiên. Đang ở ngoài khơi đảo Kyūshū vào ngày 17 tháng 2, nó bắt gặp một tàu buôn và đã phóng bốn quả ngư lôi tấn công, nhưng một quả trúng đích phía đuôi tàu chỉ gây hư hại và mục tiêu tiếp tục di chuyển. Đến tối, nó lại tấn công một tàu buôn khác với hai quả ngư lôi từ khoảng cách 1.200 yd (1.100 m). Một quả trúng đích đã khiến mục tiêu ngập nước và chết đứng, rồi có nhiều vụ nổ đã khiến chiếc pháo hạm cải biến Shinyo Maru số 5 (1.498 tấn) đắm tại tọa độ 32°14′B 127°14′Đ / 32,233°B 127,233°Đ.
Bốn ngày sau đó, tại vị trí cách 60 nmi (110 km) về phía Nam đảo Jeju, Triton đánh chặn hai tàu chở hàng lúc 09 giờ 18 phút, phóng ngư lôi đánh chìm được chiếc tàu vận tải Lục quân Shokyu Maru (4.484 tấn) tại tọa độ 32°10′B 126°28′Đ / 32,167°B 126,467°Đ; 12 thủy thủ đã tử trận cùng con tàu. Chiếc tàu ngầm tiếp tục phóng ngư lôi tấn công mục tiêu còn lại nhưng không trúng đích, và mục tiêu chạy thoát do sự xuất hiện của một máy bay tuần tra bốn động cơ, có thể là một thủy phi cơ Kawanishi H6K. Vào đêm 27 tháng 2, Triton đang di chuyển trên mặt biển để nạp lại ắc-quy khi nó phát hiện một con tàu ở khoảng cách 3 mi (4,8 km). Nó tiếp cận và phóng hai quả ngư lôi tấn công, trúng đích một quả, nhưng tầm nhìn kém do sương mù khiến không thể xác nhận kết quả hay tiếp tục tấn công. Nó kết thúc chuyến tuần tra và quay trở về Trân Châu Cảng vào ngày 17 tháng 3, khi hạm trưởng bị phê bình khi sử dụng lãng phí ngư lôi vốn đang bị cung cấp thiếu hụt.

#### Chuyến tuần tra thứ ba
Quyền chỉ huy Triton được chuyển cho Thiếu tá Hải quân Charles C. Kirkpatrick, hạm trưởng tàu ngầm trẻ nhất vào lúc đó, khi con tàu khởi hành vào ngày 13 tháng 4 cho chuyến tuần tra thứ ba tại khu vực biển Hoa Đông. Vào ngày 23 tháng 4, nó bắt gặp một tàu đánh cá khoảng 1.000 tấn gần đảo Marcus, Sau khi hai quả ngư lôi phóng không trúng đích, nó nổi lên mặt nước và đánh chìm mục tiêu bằng hải pháo tại tọa độ 28°22′B 153°18′Đ / 28,367°B 153,3°Đ, khiến Triton trở thành tàu ngầm Hoa Kỳ đầu tiên đánh chìm một mục tiêu bằng hải pháo. Trong biển Hoa Đông vào ngày 1 tháng 5, tại vùng nước nông và tín hiệu sonar kém, chiếc tàu ngầm bắt gặp một đoàn sáu tàu buôn được hai tàu phóng lôi hộ tống. Hai đợt tấn công với sáu quả ngư lôi được phóng ra đã đánh trúng chiếc tàu vận tải Lục quân Calcutta Maru (5.300 tấn) lúc 08 giờ 22 phút, khiến mục tiêu hư hại nặng và phải bỏ tàu. Triton truy đuổi các mục tiêu khác nhưng không thành công, nên đến 14 giờ 25 phút đã quay lại kết liễu Calcutta Maru đang trôi nổi bằng hai quả ngư lôi, khiến mục tiêu đắm lúc 16 giờ 45 phút ở cách Cơ Long, Đài Loan 220 nmi (410 km), tại tọa độ 28°11′B 123°55′Đ / 28,183°B 123,917°Đ; 50 hành khách cùng bốn thủy thủ đã thiệt mạng.
Đến ngày 6 tháng 5, Triton phát hiện một đoàn tàu vận tải được hộ tống trong biển Hoa Đông. Hai quả ngư lôi đầu tiên phóng ra bị hỏng hoặc đi trượt khỏi mục tiêu; nhưng hai quả tiếp theo phóng từ khoảng cách 1.200 yd (1.100 m) đã đánh chìm tàu chở hàng Taei Maru (2.200 tấn) tại vị trí khoảng 100 nmi (190 km) về phía Đông Chiết Giang, tại tọa độ 28°25′B 123°37′Đ / 28,417°B 123,617°Đ, bốn thủy thủ bao gồm cả hạm trưởng, đã thiệt mạng. Chiếc tàu ngầm tiếp tục cơ động đón đầu các tàu buôn còn lại, phóng tiếp bốn quả ngư lôi tấn công các mục tiêu thứ ba và thứ tư, ghi nhận được hai vụ nổ khi nó lặn xuống né tránh phản công từ các tàu hộ tống. Tàu chở hàng Taigen Maru (5.600 tấn) tiếp tục bị đánh chìm tại tọa độ 28°19′B 123°28′Đ / 28,317°B 123,467°Đ. Khi Triton trở lên độ sâu kính tiềm vọng để quan sát, phần còn lại của đoàn tàu vận tải đã đi khuất bóng.
Vào ngày 15 tháng 5, Triton đánh chìm hai tàu đánh cá bằng hải pháo. Sang ngày hôm sau, nó phối hợp cùng những tàu ngầm bạn theo dõi mục tiêu, rồi đến 15 giờ 20 phút đã phát hiện tàu sân bay Shōkaku bị hư hại cùng một tàu khu trục, đang trên đường quay về sau khi tham gia Trận chiến biển Coral. Vì đối thủ ở khoảng cách 6.700 yd (6.100 m) và di chuyển với tốc độ 16 kn (30 km/h), Triton không thể theo kịp dù nó di chuyển trên mặt nước với tốc độ 1,5 kn (2,8 km/h). Nó báo cáo tọa độ của mục tiêu về căn cứ, nhưng không được hồi đáp.
Một ngày sau đó, 17 tháng 5, tàu ngầm Nhật I-64 bất ngờ nổi lên ngay trước mặt Triton, và nó phóng quả ngư lôi cuối cùng phía mũi vào đối thủ lúc 18 giờ 17 phút từ khoảng cách 6.200 yd (5.700 m). I-64 (1.700 tấn) nổ tung và đắm về phía Đông Nam Kyushu, tại tọa độ 29°25′B 134°06′Đ / 29,417°B 134,1°Đ, toàn bộ 81 thành viên thủy thủ đoàn đều tử trận; I-64 trở thành tàu ngầm Nhật Bản thứ tư bị tàu ngầm Hoa Kỳ tiêu diệt tại Thái Bình Dương. Bốn ngày sau đó, Triton phóng bốn quả ngư lôi cuối cùng của nó vào một tàu ngầm đối phương, nhưng đều không trúng đích. Nó kết thúc chuyến tuần tra tại Trân Châu Cảng vào ngày 4 tháng 6.

#### Chuyến tuần tra thứ tư

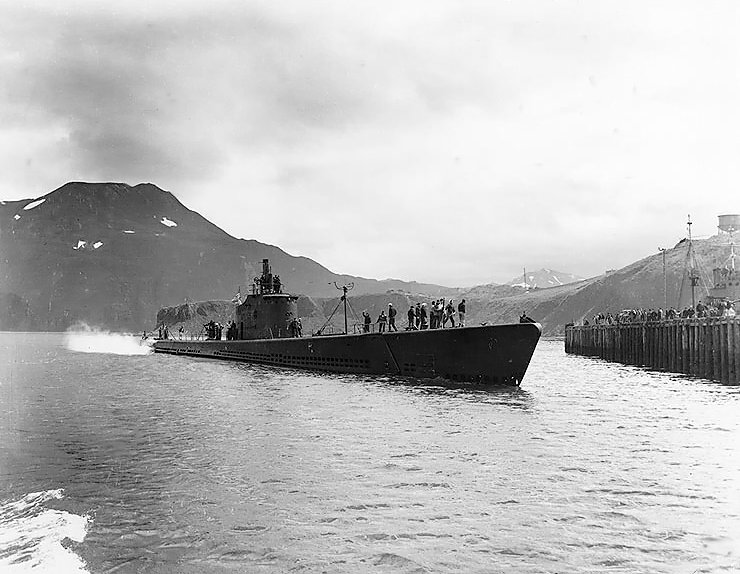
USS Triton tại Dutch Harbor, Alaska, ngày 16 tháng 7 năm 1942

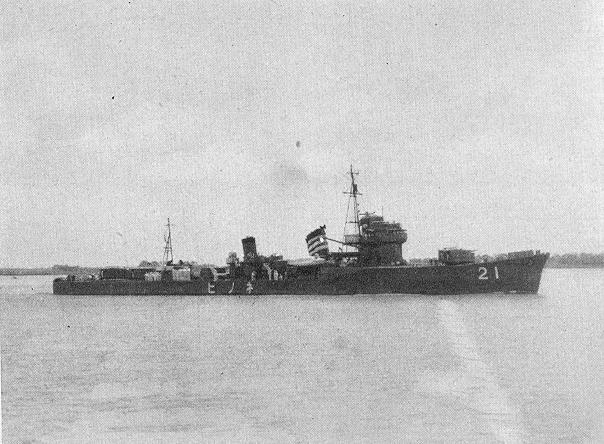
Tàu khu trục Nhật Nenohi

Trong chuyến tuần tra thứ tư từ ngày 25 tháng 6 đến ngày 24 tháng 8, Triton hoạt động tại vùng biển Alaska và quần đảo Aleut. Đang khi tuần tra tại khu vực ngoài khơi mũi cực Nam đảo Agattu vào ngày 4 tháng 7 trong hoàn cảnh sương mù dày đặc, nó phát hiện một tàu khu trục đối phương và theo dõi đối thủ trong suốt mười giờ. Khi rút ngắn khoảng cách xuống còn 3.000 yd (2.700 m), nó phóng môt loạt hai quả ngư lôi tấn công lúc 12 giờ 40 phút. Một quả trúng đích phía giữa tàu đã khiến tàu khu trục Nenohi (1.370 tấn) lật úp sang mạn trái và đắm chỉ trong vòng năm phút tại tọa độ 52°15′B 173°51′Đ / 52,25°B 173,85°Đ; 188 thành viên thủy thủ đoàn đã thiệt mạng hay mất tích cùng con tàu.
Vào ngày 28 tháng 7, Triton phát hiện một tàu buôn nhưng sau đó mất dấu mục tiêu do sương mù dày đặc. Tình huống tương tự lặp lại vào ngày hôm sau. Đến ngày 9 tháng 8, nó phát hiện kính tiềm vọng của một tàu ngầm đối phương và chuẩn bị tấn công, nhưng đối thủ đã tấn công trước, buộc Triton phải lặn xuống né tránh khi quả ngư lôi đối phương sượt qua ngay trên đầu. Sang ngày 15 tháng 8, nó phóng một loạt bốn quả ngư lôi vào một tàu đối phương (lớn hơn tàu khu trục) ở khoảng cách 1.500 yd (1.400 m), nghe thấy hai tiếng nổ và khói lửa bốc cao trên không đến 200 ft (60 m); tuy nhiên tài liệu thu được từ phía Nhật Bản sau chiến tranh không thể xác nhận chiến công này này. Nó không bắt gặp mục tiêu nào khác và kết thúc chuyến tuần tra khi quay về Trân Châu Cảng vào ngày 7 tháng 9. Con tàu sau đó được đại tu tại Xưởng hải quân Trân Châu Cảng cho đến ngày 6 tháng 12.

### 1943

#### Chuyến tuần tra thứ năm
Xuất phát từ Trân Châu Cảng vào ngày 16 tháng 12, 1942 cho chuyến tuần tra thứ năm, Triton đi đến địa điểm 20 mi (32 km) về phía Đông đảo Wake. Nó là một trong số ba tàu ngầm được bố trí dọc theo tuyến đường Midway-Wake để dẫn đường cho các máy bay ném bom B-24 Liberator của Không lực Lục quân Hoa Kỳ không kích xuống Wake, cũng như giải cứu đội bay những máy bay bị bắn rơi xuống biển. Chiếc tàu ngầm đã không giải cứu phi công nào, nhưng đã dẫn đường cho cuộc không kích xuống Wake vào đêm 23 tháng 12. Sang ngày hôm sau 24 tháng 12, nhờ thông tin tình báo tín hiệu báo trước, nó phát hiện một tàu đối phương xuất phát từ Wake, nên tiếp cận đến khoảng cách 1.000 yd (910 m) và phóng hai quả ngư lôi tấn công, đánh chìm được tàu chở nước Amakasu Maru số 1 1.913 GRT ở vị trí 2 nmi (3,7 km) về phía Tây Nam Wake, tại tọa độ 19°16′B 166°36′Đ / 19,267°B 166,6°Đ. Sau đó chiếc tàu ngầm được lệnh hướng sang Brisbane, Australia; và trên đường đi vào ngày 28 tháng 12, nó bắt gặp một mục tiêu nên tiếp cận đến khoảng cách 7.000 yd (6.400 m) và phóng ba quả ngư lôi tấn công, khiến tàu buôn Omi Maru 3.394 GRT đắm hầu như ngay lập tức tại tọa độ 06°24′B 160°18′Đ / 6,4°B 160,3°Đ.
Sau đó Triton được lệnh tuần tra dọc theo tuyến hàng hải Truk–Rabaul–New Guinea về phía Bắc và Tây Bắc đảo New Ireland, đến nơi vào ngày 30 tháng 12, 1942. Đến ngày 10 tháng 1, 1943, chiếc tàu ngầm bắt gặp một mục tiêu, nhưng nhận ra đó là một tàu bệnh viện nên không  tấn công. Ba ngày sau đó, ở vị trí về phía Bắc quần đảo St Matthias, Triton phóng bốn quả ngư lôi tấn công Akebono Maru 10.182 GRT, ghi được một quả trúng đích tại tọa độ 00°26′N 148°40′Đ / 0,433°N 148,667°Đ, nhưng chiếc tàu chở dầu chống trả bằng hải pháo nên Triton buộc phải lặn xuống. Khi nó trở lên độ sâu kính tiềm vọng khoảng 20 phút sau đó để tiếp tục tấn công, hai quả ngư lôi trúng đích nhưng lại không kích nổ. Sang ngày tiếp theo, chiếc tàu ngầm tìm cách tấn công một tàu buôn, nhưng bị các tàu hộ tống truy đuổi và tấn công bằng mìn sâu trong hai giờ. Đến ngày 16 tháng 1, nó phóng ngư lôi tấn công hai tàu chở hàng và trúng đích cả hai mục tiêu, nhưng đối phương phản công buộc nó phải lặn sâu nên không thể đánh giá kết quả. Cuối ngày hôm đó, nó phóng ba quả ngư lôi cuối cùng nhắm vào một tàu buôn lớn nhưng cũng không thành công. Triton kết thúc chuyến tuần tra tại Brisbane, Australia vào ngày 26 tháng 1.

#### Chuyến tuần tra thứ sáu và bị mất
Dưới quyền chỉ huy của hạm trưởng mới, Thiếu tá Hải quân George K. MacKenzie, Triton lên đường vào ngày 16 tháng 2 cho chuyến tuần tra thứ sáu, cũng là chuyến cuối cùng, để hoạt động tại khu vực quần đảo Shortland và Rabaul. Nó báo cáo về căn cứ ghi nhận một trạm radar mới của đối phương trên đảo Buka, New Guinea, và đến ngày 6 tháng 3 đã tấn công một đoàn tàu vận tải được tàu khu trục đối phương hộ tống ở vị trí khoảng 145 nmi (269 km) về phía Tây Bắc quần đảo Admiralty, đánh chìm tàu vận tải Kiriha Maru 3.057 GRT đồng thời gây hư hại cho tàu buôn Mito Maru 7.061 GRT cùng tại tọa độ 00°37′B 145°30′Đ / 0,617°B 145,5°Đ.
Nó tấn công một đoàn tàu vận tải khác trong đêm 8 tháng 3, tự nhận đã đánh trúng năm trong số tám quả ngư lôi phóng ra, nhưng không thể đánh giá kết quả vì tàu hộ tống đối phương phản công bằng hải pháo. Đến ngày 11 tháng 3, chiếc tàu ngầm báo cáo tình huống về căn cứ, nhận thông tin về việc tàu ngầm Trigger (SS-237) đang hoạt động tại khu vực lân cận, và được lệnh hoạt động giới hạn ở phía Nam đường xích đạo. Sang ngày 13 tháng 3, Triton được cảnh báo về việc ba tàu khu trục Nhật Bản, bao gồm chiếc Akikaze, đang hoạt động trong khu vực của nó để tìm kiếm các tàu vận tải hoặc săn đuổi tàu ngầm Đồng Minh.
Vào ngày 15 tháng 3, Triton báo cáo đã tấn công một đoàn tàu vận tải và bị đối phương phản công bằng mìn sâu, nhưng sau đó nó hoàn toàn mất liên lạc. Tài liệu thu được từ phía Nhật Bản sau chiến tranh cho biết vào ngày 15 tháng 3, ba tàu khu trục Nhật Bản đã tấn công một tàu ngầm tại một vị trí hơi chệch về hướng Tây Bắc nơi Triton đang hoạt động. Sau đợt tấn công bằng mìn sâu, một vệt dầu loang lớn trồi lên mặt nước cùng với mảnh vỡ và những vật dụng của Hoa Kỳ. Đến ngày 10 tháng 4, 1943, Triton được xem là bị mất trong chuyến tuần tra, là một trong ba tàu ngầm bị mất chỉ trong tháng đó.

## Di sản
Chiếc chuông của Triton không ở trên tàu vào lúc nó bị mất, và được tìm thấy vào năm 2011. Nó đang được trưng bày tại Căn cứ Hải quân Great Lakes ở Lake County, Illinois.

## Phần thưởng
Triton được tặng thưởng năm Ngôi sao Chiến trận do thành tích phục vụ trong Thế Chiến II. Nó được ghi công đã đánh chìm 11 tàu Nhật Bản với tổng tải trọng 31.788.
|  |             |  |
|  | Silver star |  |

| Dãi băng Hoạt động Tác chiến  |                                                                         |                                      |
| Huân chương Chiến dịch Hoa Kỳ | Huân chương Chiến dịch Châu Á-Thái Bình Dương với 5 Ngôi sao Chiến trận | Huân chương Chiến thắng Thế Chiến II |